# Šugine Bare
Šugine Bare es una población rural de la municipalidad de Gornji Vakuf-Uskoplje, en Bosnia y Herzegovina.

## Demografía
Hasta 1981 la población era de 8 habitantes.